# Иоахим Эрнст II фон Шлезвиг-Гольштейн-Зонденбург-Плён-Ретвиш
Герцог Иоахим Эрнст II фон Шлезвиг-Гольштейн-Зонденбург-Плён-Ретвиш (нем. Joachim Ernst II von Schleswig-Holstein-Sonderburg-Plön-Rethwisch; 5 октября 1637, Плён — 4 июля 1700, Мадрид) — испанский генерал.

## Биография
Третий сын герцога Иоахима Эрнста фон Шлезвиг-Гольштейн-Зонденбург-Плёна и Доротеи Августы фон Гольштейн-Готторп.
Получил во владение Ретвиш в Штормарне, основав линию Шлезвиг-Гольштейн-Зонденбург-Плён-Ретвиш Ольденбургского дома. Титуловался герцогом Штормарна и Дитмаршена, графом Ольденбурга и Дельменгорста, и наследником Норвегии.
Служил в императорской армии, участвовал в австро-турецкой войне, затем был направлен с Гольштейнским полком в Испанские Нидерланды на помощь маркизу де Каштелу-Родригу в Деволюционной войне. Во время Голландской войны сражался в битве при Сенефе, где его полк был полностью разгромлен, а сам герцог попал в плен. Отправленный в Невер, он через свою родственницу герцогиню Орлеанскую договорился с испанцами об обмене. В Мадриде он принял католическое крещение в королевской капелле в присутствии Карла II, назначившего герцога генералом иностранной пехоты в Нидерландах.
В 1679 году был назначен на должность одного из двух генерал-лейтенантом кавалерии в Нидерландах, сменив на этом посту маркиза Пико де Веласко.
28 мая 1682 был пожалован Карлом II в рыцари ордена Золотого руна. Орденскую цепь получил в Рурмонде из рук принца Нассау-Зигена.
В октябре 1682 был назначен адмиралом Фландрии.
В марте 1686 вместе со своей женой и 12-летним пасынком Жаном де Меродом-Вестерло совершил поездку в Мадрид. Ожидая аудиенции у короля они узнали о нападении мавров на Оран и отправились добровольцами на помощь крепости (1688). По возвращении в Мадрид король возвел Иоахима Эрнста в достоинство гранда Испании.
В сентябре 1689, после начала войны Аугсбургской лиги, герцог с семьей покинул Мадрид и к Рождеству вернулся в Брюссель. Участвовал в кампании 1692 года; пасынок поступил в его части добровольцем. Они принимали участие в битве при Стенкерке, а в 1693 году добровольцами сражались в битве при Неервиндене в кавалерийском полку Гартмана, и Мерод спас отчима, атакованного вражеской кавалерией, от гибели. В 1694 году Иоахим Эрнст был назначен генерал-капитаном кавалерии Нидерландов.
Умер во время своей третьей поездки в Мадрид, куда отправился просить о должности вице-короля.

## Семья
Жена (21.07.1677, Брюссель): Изабелла-Маргерит-Франсуаза де Мерод (1649—7.01.1701), дочь графа Фердинанда-Филиппа де Мерода, маркиза де Вестерло, и Мари-Мадлен-Эжени де Ганд-Вилен, вдова графа Максимильена де Мерода
Дети:
- Якоб Август Ренатус (24.01.1682—02.1682)
- герцог Иоганн Эрнст Фердинанд (4.12.1684—21.05.1729), гранд Испании. Жена (23.10.1703, развод 16.10.1713): графиня Мари-Селестин де Мерод (1629—1732), маркиза де Трелон, княгиня де Монглеон, дочь графа Клода-Франсуа де Мерода, маркиза де Трелона, князя де Монглеона, и Анн-Дьёдонне Фабер, маркизы д'Эстерне